# Brosimum lactescens
Brosimum lactescens är en mullbärsväxtart som först beskrevs av Moore, och fick sitt nu gällande namn av C. C. Berg. Brosimum lactescens ingår i släktet Brosimum och familjen mullbärsväxter. Inga underarter finns listade i Catalogue of Life.